# Batalha do Lip Sync
Batalha do Lip Sync é um programa competitivo de televisão brasileiro do gênero comédia e musical. É a versão brasileira do formato original estadunidense Lip Sync Battle, da Paramount Network. A primeira temporada teve sua estreia na TV Globo em 14 de agosto de 2022 com apresentação de Luciano Huck. É incorporado como quadro do programa de televisão Domingão com Huck.
Neste programa, a cada semana duas celebridades encaram a brincadeira: um duelo de lip sync, famosas apresentações de dublagem musical. Os artistas devem escolher grandes hits e precisam convencer a plateia com uma performance icônica, um megashow com direito a figurino, coreografia e bailarinos.
Devido ao sucesso e aos níveis de audiência da primeira temporada, a TV Globo renovou a competição para uma nova leva de episódios para o ano seguinte (2023) e posteriormente, para 2024 e 2025. Assim como a Dança dos Famosos e o Quem Quer Ser um Milionário?, é um dos quadros de maior repercussão no Domingão, principalmente por usar o fator nostalgia em algumas batalhas como cenário.

## Formato
O formato de atração coloca celebridades para duelarem fazendo sincronia labial, dublando alguma música famosa. O objetivo dos competidores é se divertir e conquistar a preferência do público em um megashow, com caracterização, figurino, coreografia e balé à disposição.

## Temporadas
| Temporadas         | Temporadas | Episódios | Exibição original      | Exibição original     |
| Temporadas         | Temporadas | Episódios | Estreia da temporada   | Final da temporada    |
| ------------------ | ---------- | --------- | ---------------------- | --------------------- |
|                    | 1          | 8         | 14 de agosto de 2022   | 2 de outubro de 2022  |
|                    | 2          | 8         | 27 de agosto de 2023   | 15 de outubro de 2023 |
|                    | 3          | 10        | 25 de agosto de 2024   | 3 de novembro de 2024 |
|                    | 4          | 10        | 9 de fevereiro de 2025 | 29 de março de 2025   |
| 8 de junho de 2025 | 4          | 10        | 29 de junho de 2025    |                       |

## Participantes

### 1ª Temporada (2022)
A temporada contou com o total de 8 duelos e 16 participantes.
Nota: Os vencedores estão listados em negrito
| Vieira: "Ralando o tchan" de É o Tchan "Livre Estou" de Taryn Szpilman | Collin: "Homem com H" de Ney Matogrosso "Oops!…I Did It Again" de Britney Spears |

| Moreira: "Você Me Vira A Cabeça" de Alcione "Wrecking Ball" de Miley Cyrus | Cadete: "Tá Escrito" de Xande de Pilares "Jailhouse Rock" de Elvis Presley |

| Loreto: "Pelados em Santos" de Mamonas Assassinas "K.O" de Pabllo Vittar | Lima: "Rita" de Tierry "Show das Poderosas" e "Envolver" de Anitta |

| Adnet: "Sandra Rosa Madalena" de Sidney Magal "Dançando Calypso" by Joelma | Januza: "Ragatanga" by Rouge "We Found Love" e "Don´t Stop the Music" by Rihanna |

| Silva: "Só Love" de Claudinho e Buchecha "Beychella" by Beyoncé | Calabresa: "Regime Fechado" de Simone e Simaria "Amiguinha Xuxa" e "Ilariê" de Xuxa |

| Sato: "Shine it on" de Wanessa "Gangnam Style" de Psy | Sterblitch: "O Sonho Acabou" de Gilberto Gil "I Want To Break Free" de Queen |

| Manoela: "A Queda" e "Carro-Céu" de Maria Joaquina "Leilão" de Gloria Groove | Secco: "O Amor e o Poder" by Rosana "SentaDONA (remix) s2" e "Cachorrinhas" de Luísa Sonza |

| Hassum: "Nueva York, Nueva York" de Frank Sinatra "24K Magic" de Bruno Mars | Serrado: "Camarote" de Wesley Safadão "A Sky Full of Stars" de Coldplay |

### 2ª Temporada (2023)
A temporada contou com o total de 8 duelos e 16 participantes. Nota: Os vencedores estão listados em negrito. Houve apenas um empate nessa fase.
| Reis: "Boladona" de Tati Quebra Barraco "Pesadão", "Ginga" e "Dona de Mim" de Iza | Strada: "Conga Conga Conga" e "Melô Do Piripipi" de Gretchen "Shallow" e "Bad Romance" de Lady Gaga |

| Machado: "Tá OK" de Dennis DJ e Kevin O Chris "Whenever, Wherever" e "Hips Don't Lie" de Shakira | Miranda: "A Noite Vai Chegar" de Lady Zu "Aqui no Mar" de Alan Menken |

| Vecchia: "Empire State of Mind" de Jay-Z e Alicia Keys "Like a Virgin" de Madonna | Abravanel: "Silvio Santos Vem Aí", "Ritmo de Festa", "Muito Bem" e "A Pipa do Vovô" de Silvio Santos "Everybody (Backstreet's Back)" de Backstreet Boys |

| Prattes: "Ilariê" de Xuxa "SexyBack" de Justin Timberlake | Assis: "Desafio" de Harmonia do Samba "Socadona" de Ludmilla |

| Braga: "Lança Perfume" de Rita Lee "O Que a Baiana Tem" de Carmen Miranda | Vigor: Ópera "I’ve Had The Time of My Life" de Patrick Swayze e Jennifer Grey |

| Cordeiro: "É Hoje!" de Unidos do Porto da Pedra "Barbie Girl" de Aqua e "Sou a Barbie Girl" de Kelly Key | Alfradique: "Beijinho no Ombro" de Valesca Popozuda "Don't Start Now" de Dua Lipa |

| Silva: "Fogo e Paixão" de Wando "Meteoro" de Luan Santana | Liberato: "Baile dos Passarinhos" e "Pintinho Amarelinho" de Gugu Liberato "A Dor Desse Amor" de KLB |

| Poeta: "Se Eu Não Te Amasse Tanto Assim" de Ivete Sangalo "Papi" e "On the Floor (feat Pitbull)" de Jennifer Lopez | Beltrão: "Vou te Amarrar na Minha Cama" de As Marcianas "Believe" de Cher |

### 3ª Temporada (2024)
A temporada contou com o total de 10 duelos e 20 participantes. Nota: Os vencedores estão listados em negrito. Houve apenas um empate nessa fase.
| Xuxa: "Vou de Táxi" de Angélica "Born This Way" de Lady Gaga | Angélica: "Lua de Cristal" de Xuxa "Flowers" de Miley Cyrus |

| Kalimann: "Os Dedinhos" de Eliana "You’re the One That I Want" de John Travolta e Olivia Newton-John | Paiva: "Papo Reto" de Charlie Brown Jr. "Roar" e "Firework" de Katy Perry |

| Buscacio: "Cachorrinho" de Kelly Key "Side to Side" de Ariana Grande e Nicki Minaj | Jr.: "São Amores" de Pabllo Vittar "Blinding Lights" de The Weeknd |

| Périssé: "Garçom" de Reginaldo Rossi "Set Fire to the Rain" de Adele | Guimarães: "Não se Reprima" de Menudo "Diamonds Are A Girl’s Best Friend" e "Lady Marmalade" de Moulin Rouge! |

| Araújo: "María La Del Barrio" de Thalía "Abalou" e "Sorte Grande" de Ivete Sangalo | Graça: "Alguém Me Avisou" de Dona Ivone Lara "I Got You (I Feel Good)" de James Brown |

| Wegmann: "Na Boquinha da Garrafa" de Companhia do Pagode "Joga pra Lua" e "Movimento da Sanfoninha" de Anitta | Pereira: "Nosso Primeiro Beijo" de Gloria Groove "I Will Always Love You" de Whitney Houston |

| Ceará: "Adocica" de Beto Barbosa "Homem com H" e "o vira" de Ney Matogrosso | Nunes: "Terezinha" de Maria Bethânia "Smooth Criminal" de Michael Jackson |

| Reymond: "Só Você" de Fábio Jr. "Bye Bye Bye" de NSYNC | Paiva: "Voando pro Pará" de Joelma "Is This Love" e "Get Up, Stand Up" de Bob Marley |

| Karla: "Sinais de Fogo" de Preta Gil "Majestade, o Sabiá" e "Vá com Deus" de Roberta Miranda | Cunha: "Vem Chegando a Madrugada" e "Tem Marujo no Samba" de Sargentelli "I Will Survive" de Gloria Gaynor |

| People: "Mudanças" de Vanusa "Vogue" de Madonna | Mion: "Give it Away" de Red Hot Chilli Peppers", "Toxic" de Britney Spears e "I Want It That Way" de Backstreet Boys "All I Want for Christmas Is You" de Mariah Carey |

### 4ª Temporada (2025)
A temporada foi dividida em duas partes. A primeira contou com o total de 6 duelos e 12 participantes e a segunda teve 4 duelos e 8 participantes. Nota: Os vencedores estão listados em negrito.

#### Primeira parte
| Gimenez: "Mania de Você" de Rita Lee e Roberto de Carvalho "Rehab" de Amy Winehouse | Faro: "Single Ladies" de Beyoncé "Um Mundo Ideal" de Alan Menken |

| Wanessa: "Lose Yourself" de Eminem "A Lua Me Traiu" da Banda Calypso | Belutti: "La Barca" de Luis Miguel "I Want to Break Free" e "We Will Rock You" de Queen |

| Mello: "A Roda" de Sarajane "Toxic" de Britney Spears | Carvalho: "O Canto da Cidade" de Daniela Mercury "Waiting for Tonight" de Jennifer Lopez |

| Fiuk: "Emoções" de Roberto Carlos "(I Can't Get No) Satisfaction" de The Rolling Stones | Cleo: "Uma Noite e Meia" de Marina Lima "Eva" de Ivete Sangalo |

| Lorenzo: "Canção da América" de Milton Nascimento "Diamonds" e "Umbrella" de Rihanna | Castro: "Como os Nossos Pais" de Belchior e Elis Regina "Try" de Pink |

| Mallandro: "Festa no Apê" de Latino "Mosca na Sopa" de Raul Seixas | Belo: "Oceano" de Djavan "Deixa Isso Pra Lá" e "A Voz do Morro" de Jair Rodrigues |

#### Segunda parte
| Frota: "Você Não Soube me Amar" de Blitz "Proibida pra Mim" de Charlie Brown Jr. | Johnson: "Menina Veneno" de Ritchie "Amor Perfeito" e "Largadinho" de Cláudia Leitte |

| Lancelotti: "Abracadabra" de Lady Gaga | Lobianco: "Brasil" de Gal Costa |

| Freitas: "Severina Xique-Xique" de Genival Lacerda "Livin' la Vida Loca" de Ricky Martin | Sant'Anna: "Dança da Vassoura" de Molejo "Vermelho" de Gloria Groove |

| Dill: "Exagerado" de Cazuza "Wannabe" e "Spice Up Your Life" de Spice Girls | Nascimento: "Bem que Se Quis" de Marisa Monte "I'm Coming Out" de Diana Ross |